# 宝兴冷蕨
宝兴冷蕨（学名：Cystopteris moupinensis），又称滇冷蕨、木坪冷藏、青海冷蕨、宽叶冷蕨、中华冷蕨，为蹄盖蕨科冷蕨属下的一个种。
分布于河北、陕西、甘肃、青海、台湾、河南、四川、云南及西藏东南部等地区，生针阔叶混交林下阴湿处或阴湿石上；日本、锡金和印度北部也有分布。

## 扩展阅读
- 維基物種上的相關：宝兴冷蕨